# Broome Dusters
Die Broome Dusters waren ein US-amerikanisches Eishockeyfranchise der North American Hockey League aus Binghamton, New York.

## Geschichte
Die Broome Dusters wurden zur Saison 1973/74 als Franchise der erstmals ausgetragenen North American Hockey League gegründet. Die erfolgreichste Spielzeit der Mannschaft war die Saison 1976/77, in der die Broome Dusters die zweite Playoff-Runde um den Lockhart Cup erreichten. In dieser unterlagen sie den Maine Nordiques in der Best-of-Seven-Serie mit 1:4 Siegen.
Nachdem die North American Hockey League 1977 aufgelöst wurde, stellten auch die Broome Dusters den Spielbetrieb ein. Stattdessen erwarben Investoren die Rechte am Franchise der Rhode Island Reds aus der American Hockey League, die fortan unter dem Namen Binghamton Dusters in der AHL spielten.

## Saisonstatistik
| Saison  | GP | W  | L  | T | OTL | SOL | Pts | GF  | GA  | Platz    | Playoffs                        |
| 1973/74 | 74 | 28 | 41 | 5 | —   | —   | 61  | 274 | 352 | 6., NAHL | nicht qualifiziert              |
| 1974/75 | 74 | 39 | 32 | 3 | —   | —   | 81  | 293 | 286 | 3., NAHL | —                               |
| 1975/76 | 74 | 27 | 45 | 2 | —   | —   | 56  | 258 | 337 | 5., West | nicht qualifiziert              |
| 1976/77 | 74 | 41 | 31 | 2 | —   | —   | 84  | 363 | 324 | 3., NAHL | Niederlage in der zweiten Runde |

Abkürzungen: GP = Spiele, W = Siege, L = Niederlagen, T = Unentschieden, OTL = Niederlagen nach Overtime SOL = Niederlagen nach Shootout, Pts = Punkte, GF = Erzielte Tore, GA = Gegentore, PIM = Strafminuten